# Последний сын
«Последний сын» (англ. The Last Son) — американский фильм-вестерн 2021 года режиссёра Тима Саттона с Колсоном Бэйкером, Сэмом Уортингтоном и Томасом Джейном в главных ролях. Получил негативные оценки критиков.

## Сюжет
Действие фильма происходит на американском Западе в 1886 году. Главный герой — матёрый преступник Айзек Лемей, которому индеец предрёк гибель от руки собственного сына. Поверив предсказанию, Айзек решает убить всех своих сыновей; однако последний из них тоже оказывается преступником, так что начинается схватка на равных.

## В ролях
- Колсон Бэйкер — Кэл
- Сэм Уортингтон — Айзек Лемей
- Томас Джейн — Соломон
- Хизер Грэм — Анна
- Алекс Мераз — Пэтти
- Эмили Мэри Палмер — Меган

## Релиз и оценки
Фильм был полностью снят в Монтане. Его премьера состоялась 6 сентября 2021 года на кинофестивале в Довиле, 10 декабря того же года «Последний сын» вышел в прокат. На сайте-агрегаторе отзывов Rotten Tomatoes его рейтинг составил 9 % при средней оценке 4,7 из 10. Кристи Лемир с RogerEbert.com оценила картину на 2 звезды из 4, найдя в ней несколько впечатляющих визуальных эффектов и неплохих актёрских работ, но отметив общую пустоту и рутинность проекта.
Российский критик Василий Покровский счёл, что авторы фильма не пытаются романтизировать жанр вестерна и словно нарочно доводят жанровые клише до абсурдного уровня. Он увидел стилистическую близость «Последнего сына» к «Власти пса» Джейн Кэмпион, но при этом не стал причислять его к лучшим фильмам Саттона.